# 유전 (평춘도왕)
평춘도왕 유전(平春悼王 劉全, ? ~ 79년)은 후한의 황족으로, 장제의 아들이다.

## 생애
건초 4년(79년), 평춘왕에 봉해졌으나, 그 해에 죽어 낙양에 장사지냈다. 시호를 도(悼)라 하였고, 아들이 없어 봉국은 폐지되었다.

## 출전
- 범엽, 《후한서》 권3 숙종효장제기·권55 장제팔왕열전

| 전임 (첫 봉건) | 후한의 평춘왕 79년 | 후임 (봉국 폐지) |